# Flor-de-Lis
Flor-de-Lis är en portugisisk folkpopgrupp som representerade sitt land i Eurovision Song Contest 2009 med låten "Todas as ruas do amor".